# Ferdinand Federau
Ferdinand Federau (* 21. März 1880 in Schafsberg; † 22. März 1962 in Remagen-Kripp) war ein deutscher Landwirt und Politiker (NSDAP).
Federau, der katholischer Konfession war, war Landwirt. Zum 1. Februar 1932 trat er der NSDAP bei (Mitgliedsnummer 956.090). Nach der Machtergreifung der Nationalsozialisten 1933 war er für den Kreis Braunsberg und die NSDAP-Mitglied des letzten Provinziallandtags der Provinz Ostpreußen. Er war Kreisbauernführer im Kreis Braunsberg. Im November 1936 wurde er aus der NSDAP ausgeschlossen und als Kreisbauernführer abberufen. Er war daneben Mitglied der SA und dort Obertruppführer.
Angeblich wurde Federau nach oppositionellen Äußerungen und der Verhaftung durch die Gestapo im Dezember 1943 vom Oberlandesgericht Königsberg wegen Zersetzung der Wehrkraft und Heimtücke zu drei Jahren Zuchthaus verurteilt. Bis Januar 1945 verbüßte er die Strafe. Federau war nach Kriegsende zunächst in Schleswig-Holstein wohnhaft und zog 1950 von Ratekau (Kr. Eutin) nach Remagen-Kripp (Kr. Ahrweiler).